# Atletismo nos Jogos Pan-Americanos de 1983 - Revezamento 4x100 m feminino
A prova do revezamento 4x100 m feminino nos Jogos Pan-Americanos de 1983 foi realizada em Caracas, Venezuela.

## Medalhistas
| Ouro                                                                           | Prata                                                                            | Bronze                                                                     |
| USA Estados Unidos Jackie Washington Alice Jackson Brenda Cliette Randy Givens | TRI Trinidad e Tobago Esther Hope Janice Bernard Angela Williams Maxine McMillan | CAN Canadá Karen Nelson Charmaine Crooks Jillian Richardson Tanya Brothers |

### Final
| Posição           | Nação                 | Nomes                                                              | Tempo | Notas |
| ----------------- | --------------------- | ------------------------------------------------------------------ | ----- | ----- |
| Medalha de ouro   | USA Estados Unidos    | Jackie Washington, Alice Jackson, Brenda Cliette, Randy Givens     | 43.21 |       |
| Medalha de prata  | TRI Trinidad e Tobago | Esther Hope, Janice Bernard, Angela Williams, Jillian Richardson   | 44.63 |       |
| Medalha de bronze | CAN Canadá            | Karen Nelson, Charmaine Crooks, Jillian Richardson, Tanya Brothers | 44.77 |       |
| 4                 | CUB Cuba              |                                                                    | 45.09 |       |
| 5                 | ANT Antígua e Barbuda |                                                                    | 48.27 |       |